# Platythyrea primaeva
Platythyrea primaeva är en myrart som beskrevs av Wheeler 1915. Platythyrea primaeva ingår i släktet Platythyrea och familjen myror. Inga underarter finns listade i Catalogue of Life.